# Änderungskündigung
Eine Änderungskündigung ist die Kündigung eines Dauerschuldverhältnisses verbunden mit dem Angebot, einen neuen Vertrag abzuschließen. Das Angebot hat für den Arbeitnehmer eines Arbeitsverhältnisses oder den Mieter von Gewerbeimmobilien oder Gewerbeflächen meist schlechtere Bedingungen.
Bei Mietverträgen über Wohnraum sind Änderungskündigungen verboten.

## Allgemeines
Eine Änderungskündigung zielt mithin nicht auf die Beendigung, sondern Änderung eines Dauerschuldverhältnisses ab. Am häufigsten gibt es Änderungskündigungen bei Arbeitsverträgen und bei Mietverträgen über Gewerbeimmobilien. Änderungskündigungen dienen in diesen Fällen der Lohnkürzung oder der Mieterhöhung.
Die Änderungskündigung ist ein Rechtsbegriff des § 2 Kündigungsschutzgesetzes. Sie ist möglich, wenn der Arbeitgeber das Arbeitsverhältnis kündigt und dem Arbeitnehmer im Zusammenhang mit der Kündigung die Fortsetzung des Arbeitsverhältnisses zu geänderten Arbeitsbedingungen anbietet. Der Arbeitnehmer kann dieses Angebot unter dem Vorbehalt annehmen, dass die Änderung der Arbeitsbedingungen nicht nach § 1 Abs. 2 Satz 1 bis 3, Abs. 3 Satz 1 und Satz 2 KSchG sozial ungerechtfertigt ist. Damit unterliegt auch die Änderungskündigung dem Kündigungsschutz.

### Arbeitsrecht
Im Arbeitsrecht ist die Änderungskündigung eine Form der Kündigung des Arbeitsverhältnisses, verbunden mit dem Angebot, das Arbeitsverhältnis unter geänderten Bedingungen fortzusetzen. Das deutsche Arbeitsrecht sieht im Kündigungsschutzgesetz einen besonderen Schutz für Arbeitnehmer vor, der auch im Falle der Änderungskündigung (zum Beispiel Betriebsstättenverlagerung) gilt. Greift der arbeitsrechtliche Kündigungsschutz, kann der Arbeitnehmer das Änderungsangebot auch unter Vorbehalt annehmen und gleichzeitig durch das Arbeitsgericht überprüfen lassen, ob die Änderungskündigung rechtswirksam ist. Die Prüfung einer Änderungskündigung bei Arbeitsverhältnissen im Urteil erfolgt dabei gemäß § 2 KSchG folgendermaßen:
1. Zugang einer Änderungskündigung in Schriftform,
2. Angebot, zu neuen Arbeitsbedingungen zu arbeiten in Schriftform,
3. Annahme unter Vorbehalt (Inzidentkontrolle, ob Klagefrist des § 7 HS. 2 KSchG eingehalten wurde),
4. Sozialverträglichkeit:
  1. Kündigungsgrund im Sinne des § 1 Abs. 2 KSchG und
  2. Rechtfertigung der Änderung der Arbeitsbedingungen („hätte Änderung billigenderweise angenommen werden müssen“).

Nur wenn die Voraussetzungen eingehalten sind, wird eine Änderungskündigung als gerechtfertigt angesehen. „Hat der Arbeitnehmer ein mit der Kündigung verbundenes Angebot des Arbeitgebers zur Fortsetzung des Arbeitsverhältnisses zu geänderten Bedingungen unter dem Vorbehalt des § 2 KSchG angenommen, genügt es zur Vermeidung der Rechtsfolgen des § 7 KSchG, wenn er innerhalb der Klagefrist Kündigungsschutzklage nach § 4 Satz 1 KSchG erhebt und den Antrag später entsprechend § 4 Satz 2 KSchG fasst“. Auch eine außerordentliche Änderungskündigung zur Entgeltabsenkung kann begründet sein, wenn die Änderung der Arbeitsbedingungen erforderlich ist, um der konkreten Gefahr einer Insolvenz des Arbeitgebers zu begegnen.

### Mietrecht
Bei Mietverträgen über Wohnraum gibt es ein Verbot der Änderungskündigung, das sich aus den §§ 573 Abs. 1 Satz 2 BGB und auch mittelbar aus § 558b Abs. 2 BGB ergibt. Mieterhöhungen sind ausschließlich durch die dort vorgesehenen Regelungen möglich. Änderungskündigungen sind deshalb nur bei Mietverträgen über Geschäftsraum statthaft. Bei unbefristeten Mietverhältnissen können hier Mieterhöhungen der Geschäftsraummiete durch Änderungskündigungen durchgesetzt werden.

## Rechtsfolgen
Lehnt der Adressat der Änderungskündigung das Angebot zur Fortsetzung des Schuldverhältnisses unter den geänderten Bedingungen ab oder erklärt er sich nicht innerhalb der Zeit, in der das Angebot gültig ist, so wird das Schuldverhältnis durch die Änderungskündigung beendet. Die Änderungskündigung ist von der Teilkündigung abzugrenzen, die sich nur auf einen Teil eines bestehenden Vertrags bezieht.

## International
In der Schweiz kann ein Arbeitsvertrag mit Einverständnis des Arbeitnehmers gemäß Art. 115 OR sofort geändert werden. Fehlt es an seiner Zustimmung, so kann die Änderungskündigung unter Einhaltung einer ordentlichen Kündigungsfrist ausgesprochen und ihm gleichzeitig ein neuer Arbeitsvertrag angeboten werden. Wird das Angebot nicht angenommen, liegt eine ordentliche Kündigung vor.
In Österreich gibt es die auflösend bedingte und die aufschiebend bedingte Änderungskündigung. Bei der auflösend bedingten Änderungskündigung wird die Kündigung ausgesprochen, stimmt der Arbeitnehmer dann aber binnen einer Frist der Änderung zu, wird sie rückwirkend wieder rechtsunwirksam. Die Kündigungsfrist beginnt mit dem auf den Ausspruch der mündlichen Kündigung bzw. dem auf den Zugang der schriftlichen Kündigung folgenden Tag. Bei der aufschiebend bedingten Änderungskündigung wird die Kündigung unter der Bedingung wirksam, dass der Arbeitnehmer der Änderung nicht zustimmt. Die Kündigungsfrist beginnt erst, wenn feststeht, dass der Arbeitnehmer der Änderung nicht zustimmt.